# 科馬里夫卡 (里普基區)
51°33′26″N 30°39′58″E / 51.55722°N 30.66611°E
科馬里夫卡（烏克蘭語：Комарівка），是烏克蘭北部的村莊，隸屬切爾尼希夫州的切爾尼希夫區。該村始建於1651年，面積0.44平方公里，海拔高度119米，2001年人口49，人口密度每平方公里111.4人。